# Лалит (политическая партия)
«Лалит» («Борьба», фр. Lalit, англ. Lalit) — левая политическая партия в Республике Маврикий. Сформировалась как откол от Маврикийского боевого движения вокруг марксистского журнала, выходящего раз в два месяца. Она выступает против частного или любого другого недемократического контроля за государственными функциями. Партия декларирует солидарность с борьбой рабочих, женщин, молодёжи, бездомных, рыбаков, крестьян, экологистов, борцов за родной язык (креольский и бходжпури) и выселенных с островов Диего-Гарсия и Чагос.

## История
Согласно веб-сайту, партия была создана как «ежемесячный журнал свободного выражения» под названием «Lalit de Klas» («Классовая Борьба») в 1976 году. «Лалит» означает «борьба» на маврикийском креольском языке. Партия, которая начиналась как леворадикальное течение внутри Маврикийского боевого движения, отделилась от него в 1981 году, когда МБД объявило, что оно приступает к политике «нового социального консенсуса», рассматриваемой «Лалит» как политика классового сотрудничества с капиталом. Ранее группа «Лалит» была в политическом руководстве крупнейших массовых движений в стране — всеобщей забастовки в августе 1979 года и массовых выступлений сентября 1980 года.
«Лалит» стремится к тому, что она называет «альтернативной политэкономией», и участвует в борьбе за защиту окружающей среды, против репрессий и пыток, а также за феминизм. «Лалит» решительно выступает против коммунализма и использования этнорелигиозных ярлыков в официальных целях. Так, на маврикийских выборах кандидаты обязаны маркироваться соответствующей классификацией. Но на выборах в Национальное собрание 2005 года кандидаты от «Лалит» определяли её жеребьёвкой (тянули из шляпы), независимо от своей настоящей «этнической принадлежности» или религии. Однако партия не смогла получить места в собрании ни тогда, ни на последующих выборах.
Хотя большинство маврикийских партий обозначают себя как левые или левоцентристские (Маврикийское боевое движение, Боевое социалистическое движение, Лейбористская партия, Движение «Освободитель»), «Лалит» уличает их в присвоении левого дискурса, за которым не стоит сколько-либо серьёзных намерений двигаться от капитализму к социализму. Настаивая на важности демократии, она отмежевывается и от сталинизма; на международной арене она поддерживает связи с троцкистским Воссоединённым Четвёртым интернационалом (ранее также с Рабочей организацией за социалистическое действие в ЮАР).
Партия выступает против присутствия англо-американских сил на атолле Диего-Гарсия, входящем в состав Республики Маврикий. Она поддерживает кампании солидарности с Палестиной, а её члены участвовали в интернациональных рабочих бригадах, отправлявшихся на Кубу и в Венесуэлу.